# Philipp Matthäus Hahn
Philipp Matthäus Hahn (ur. 25 listopada 1739 w Scharnhausen, zm. 2 maja 1790 w Echterdingen) – niemiecki wynalazca i pastor ewangelicki.
Jako dziecko nauczył się łaciny, greki i języka hebrajskiego. Interesował się fizyką, chemią i astronomią. Powszechnie był znany jako wynalazca. W 1770 roku rozpoczął pracę nad maszyną liczącą, wykorzystując koncepcję Leibniza. Pracę zakończył trzy lata później. Konstruował również zegarki, skale oraz urządzenia do pomiarów astronomicznych. Jako pastor wierzył, że dzięki wynalazkom uda mu się opisać harmonię bożego stworzenia.
Jedyny znany portret Hahna stanowi mały rysunek ołówkiem, znajdujący się w zbiorach Historisches Museum Basel.